# Wilhelm Malaniuk
Wilhelm Malaniuk (26 giugno 1906 – 20 dicembre 1965) è stato un giudice e giurista austriaco.

## Biografia
Wilhelm Malaniuk è cresciuto a Baden, vicino a Vienna. Suo padre Lukas Malaniuk, un soldato professionista k.u.k., nacque a Biały Kamień (un villaggio nella regione di Lemberg vicino a Złoczów) e fu a capo dell'ospedale Sauerhof e della casa di riposo dopo la prima guerra mondiale.
Wilhelm Malaniuk si laureò all'Università di Vienna nel 1929. Seguì lo studio legale a Vienna e nei dintorni. Nel 1933 divenne giudice a Mödling e un anno dopo a Baden. Nello stesso anno (1934) fu nominato segretario presidenziale presso il Tribunale regionale superiore di Vienna. Dal 1934 al 1938 Malaniuk fu rappresentante della comunità della città di Baden e direttore della pubblicità distrettuale del Fronte Vaterländischen, dove vide il NSDAP come il principale nemico contro la linea del partito in una fase iniziale. Ha voluto spingere indietro gli elementi conservatori cristiani e creare un equilibrio con gli elettori SDAP al fine di portare una nuova consapevolezza dell'Austria alla ribalta. Dopo essere stato trasferito in un posto nella Procura di Vienna II nel 1937, è stato rimosso dal suo posto dalle autorità naziste nel marzo 1938, arrestato brevemente e infine costretto al pensionamento senza diritto alla pensione.
Dal 1940 al 1945 ha fatto il servizio militare come un rango di squadra nelle forze armate tedesche fino a quando ha contattato la magistratura di Vienna nel mese di aprile 1945 e fu richiamato alla magistratura il 13 aprile 1945. Fu nominato segretario presidenziale presso il Tribunale regionale per le questioni di diritto civile di Vienna e nel 1946 fu nominato vicepresidente del Tribunale regionale. Dal 1946 al 1950 è stato presidente della sezione giudici e pubblici ministeri del sindacato dei funzionari. Wilhelm Malaniuk divenne il primo presidente dell'associazione dei giudici austriaci nel 1948, che fu ristabilita dopo la guerra nelle condizioni più difficili.
Nel 1955 ha completato la sua abilitazione in criminalità dei colletti bianchi ed è stato nominato presidente del Tribunale regionale per le questioni penali a Vienna. Wilhelm Malaniuk fu membro della Commissione penale per la revisione del codice penale e nel 1959 divenne membro supplente della Corte costituzionale. Il 22 settembre 1959 fu costituita l'Associazione degli avvocati austriaci (ÖJT) su richiesta di Wilhelm Malaniuk. Nel 1963 divenne presidente del Tribunale regionale superiore di Vienna. Wilhelm Malaniuk era in contatto con Hans Kelsen e lo visitò nell'agosto 1964 presso l'Università della California a Berkeley. Nel giugno 1965 divenne professore associato presso l'Università del Commercio Mondiale di Vienna.
Era imparentato con la cantante d'opera Ira Malaniuk. Il cognato di Wilhelm Malaniuk era il combattente austriaco della resistenza e ingegnere ferroviario Viktor Gromaczkiewicz, che morì nel 1944 ed era anche un membro del movimento "Azione austriaca" intorno a Ernst Karl Winter, Hans Karl Zeßner-Spitzenberg e Walter Krajnc.
Poco dopo la sua morte, i suoi libri di testo furono banditi dall'educazione legale austriaca. Anche Wilhelm Malaniuk tentò nei suoi libri di occuparsi legalmente dei crimini nello stato nazista. Soprattutto, ha giustificato l'ammissibilità della non applicazione della nulla poena sine lege tra i criminali di guerra nazisti.